# Thomas Joseph Meskill

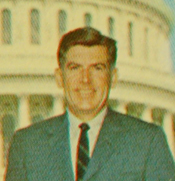
Thomas Joseph Meskill.

Thomas Joseph Meskill, född 30 januari 1928, död 29 oktober 2007, var en amerikansk federal domare och dessförinnan borgmästare i New Britain, Connecticut, ledamot av USA:s representanthus och guvernör i Connecticut. Det är värt att notera att han således tjänstgjorde i alla tre delar av statsmakten och på den lokala, delstatliga och federala nivån under sin karriär.

## Tidigt liv
Thomas Joseph Meskill föddes i New Britain, Connecticut. Hans far var politiskt aktiv. Meskill tog examen från New Britain Senior High School 1946. Sedan gick han på Saint Thomas Seminary i Bloomfield, Connecticut. Han hade från början tänkt sig att läsa medicin. Han fick en kandidatexamen med inriktning på naturvetenskap (Bachelor of Science) från Trinity College i Hartford 1950.
Efter sin examen tog Meskill värvning vid USA:s flygvapen och tjänstgjorde i tre år under Koreakriget. Han slutade med goda vitsord 1953 och rangen first lieutenant (premiärlöjtnant).
Meskill studerade vid New York University School of Law och University of Connecticut School of Law, där han var redaktör för en juridisk tidskrift. Han fick examen Juris Doctor från den senare institutionen 1956. Han antogs till advokatsamfundet samma år och började praktisera i New Britain.

## Politisk karriär
Meskill kandiderade till Connecticuts senat 1958, men misslyckades. Året därpå kandiderade han för första gången till uppdraget som borgmästare i New Britain, Connecticut, men förlorade med 116 röster.
Meskill var stadsjurist i New Britain från 1960 till 1962. Han vann nästa borgmästarval och var borgmästare i New Britain från 1962 till 1964. Han kandiderade till omval, men förlorade, och förlorade också ett försök att väljas till Kongressen samma år. Han var åter stadsjurist från 1965 till 1966.
Han var ledamot av det konvent i Connecticut som 1965 hölls i Hartford för att skriva en ny grundlag till delstaten. Det omedelbara skälet till att skriva en ny grundlag, var en dom från USA:s federala högsta domstol som underkände centrala delar av den dittills gällande delstatsgrundlagen.
År 1966 vann Demokraterna de flesta val i Connecticut, men Meskill valdes för Republikanerna till USA:s representanthus för 6:e distriktet. Han tjänstgjorde i två mandatperioder, från den 3 januari 1967 till den 3 januari 1971.

## Guvernör
Meskill kandiderade till posten som guvernör i Connecticut 1970 och vann. Han var den förste republikanen på posten sedan John Davis Lodge 1955. Han tjänstgjorde i en mandatperiod, som enligt den nya grundlagen var fyra år, från den 6 januari 1971 till den 8 januari 1975. Han var den ende republikan som vann ett guvernörsval i Connecticut mellan 1950 och 1994.
Under hans tid som guvernör gick Connecticut från ett budgetunderskott på $260 miljoner till ett överskott på $65 miljoner. Han var också inblandad i grundandet av Connecticuts miljödepartement och statliga lotteri. Han tillkännagav att han inte skulle kandidera till omval, sedan han fått utstå hård kritik för att han inte hade återvänt till Connecticut från en skidresa under en hård snöstorm i december 1973. Senare sade domaren Peter Dorsey att i efterhand var den snöstormen det bästa som kunde ha hänt Meskill, eftersom det fick honom att ägna sig åt en juridisk karriär i stället för att fortsätta att söka politiska ämbeten.

## Domarkarriär

### Nominering med förhinder
I augusti 1974 nominerade president Richard M. Nixon, som en av sina sista handlingar som president, Meskill som domare vid den federala appellationsdomstolen för andra domkretsen, som omfattar Connecticut, New York och Vermont. Nomineringen visade sig vara kontroversiell och senaten behandlade den inte det året. Den 16 januari 1975, nominerade president Gerald R. Ford Meskill igen till samma federala domstol. Flera grupper motsatte sig nomineringen, bland annat Amerikanska adovkatsamfundet, som hänvisade till bristande juridisk erfarenhet. Professorer från Meskills juridiska fakultet motsatte sig också nomineringen, och anförde i ett brev till senaten att det stod klart från hans tid som guvernör att han saknade det juridiska temperament som hade kunnat väga upp hans brist på erfarenhet och att han som guvernör flera gånger hade visat sig vara okänslig för de fattigas och förtrycktas rättigheter. Trots kritiken godkändes Meskill som domare den 22 april 1975 med rösterna 54-36 och fick tjänsten dagen därpå.

### Erkännande
Ett år senare erkände hans mest uttalade kritiker, Lawrence E. Walsh, som hade lett advokatsamfundets motstånd såsom dess ordförande, att han hade haft fel och sade att Meskill var en hårt arbetande och duglig domare. Andra kritiker kom också att ändra ståndpunkt. Connecticuts advokatsamfund gav Meskill sin högsta utmärkelse för juridiskt arbete, Henry J. Naruk-priset, 1994. Samma år fick han pris från Federal Bar Council för “excellence in federal jurisprudence” och fick dess Learned Hand Medal. Redan 1982 fick han en utmärkelse från University of Connecticut Law School, Connecticut Law Review Award.
Meskill blev kvar som domare resten av sitt liv. Han var ordförande för Federala appellationsdomstolen för andra domkretsen från 1992 till 1993. Han blev kvar som ålderman från 1993 till sin död, omkring 32 år efter att han blev domare.

### Viktiga rättsfall
Som domare deltog Meskill i många inflytelserika avgöranden, inklusive flera som sedan antogs av federala högsta domstolen.
I Barnes v. Jones (2d Cir. 1981), ett brottmål, var Meskill skiljaktig. Han uttalade att en offentlig försvarare inte skulle vara tvungen att ta upp alla argument som inte hörde till saken, trots att klienten önskade det. Högsta domstolen höll med Meskill och ändrade domen. Högsta domstolen anförde att en åtalad inte hade någon grundlagsfäst rättighet att tvinga sin offentliga försvarare att föra fram argument som inte hörde till saken, när försvararen, med sitt professionella omdöme, valde att inte göra det.
Meskills skiljaktiga mening stod sig även i två andra mål där högsta domstolen beviljade prövningstillstånd: Herbert v. Lando (2d Cir. 1977), och Harper & Row Publishers, Inc. v. Nation Enters. (2d Cir. 1983). I Herbert v. Lando var det frågan om förtal av en offentlig person. Högsta domstolen erkände ingen absolut rätt till den redaktionella friheten för en försvarare från massmedia i ett förtalsmål.
I Harper & Row Publishers gick högsta domstolen åter på Meskills linje, och slog fast att det faktum att utdrag ur en bok hade nyhetsvärde inte i sig självt kunde vara ett försvar för upphovsrättsintrång.

## Arv
Meskill avled i Florida den 29 oktober 2007, vid 79 års ålder. Det juridiska biblioteket vid University of Connecticut School of Law fick postumt hans namn.